# Strade statali in Italia (100-199)
- Alcune strade statali ricalcano il percorso di vie consolari romane: sono evidenziate in arancione pallido.

- Altre strade, invece, sono state dismesse dall'ANAS in periodi antecedenti al decreto legislativo n. 112 del 1998 (declassate o cedute a stati confinanti in seguito alla Seconda guerra mondiale): sono evidenziate in verde spento.

- Le strade che, attualmente, non fanno più parte dell'ANAS ma che sono gestite da regioni o province sono contrassegnate dalla dicitura ex davanti al simbolo; c'è però da tenere presente che, per quasi tutte le strade, l'attuale competenza ANAS è ridotta rispetto alla lunghezza originale dell'arteria stessa: le strade che sono in parte gestite dall'ANAS e in parte da altri enti non sono contrassegnate dalla scritta ex.

| Numerazione | Denominazione                                        | Lunghezza (km) | Percorso | Periodo         | Localizzazione               |
| ----------- | ---------------------------------------------------- | --- | --- | --------------- | ---------------------------- |
|             | di Gioia del Colle                                   | 62,085 | Innesto con la SS 16 presso Bari - Gioia del Colle - Mottola - Innesto con la SS 7 presso la stazione di Palagiano | 1928-           | Puglia                       |
|             | Salentina di Gallipoli già Salentina                 | 36,593 | Lecce - Innesto con la SS 274 a Gallipoli | 1928-           | Puglia                       |
|             | di Otranto                                           | 22,000 | Innesto con la SS 16 presso Zollino - Martano - Otranto | 1928-1937       | Puglia                       |
|             | di Val d'Agri                                        | 171,900 | Innesto con la SS 19 presso la stazione di Montesano - Moliterno - Corleto Perticara - Cirigliano - Stigliano - Craco - Innesto con la SS 598 | 1928-2001       | Campania, Basilicata         |
|             | di Sapri già Sapri-Ionio                             | 19,200 | Innesto con la SS 18 a Sapri - Innesto con la SS 585 al bivio di Rivello e Lagonegro Innesto con la SS 653 a Lauria, Latronico e Valsinni Innesto con la SS 106 a Nova Siri | 1928-2001       | Campania, Basilicata         |
|             | di Castrovillari                                     | 113,450 | Innesto con la SS 18 presso Belvedere Marittimo - San Sosti - tratto presso Castrovillari in comune con la SS 19 - Frascineto - Innesto con la SS 92 al bivio per Cerchiara | 1928-2002       | Calabria                     |
|             | di Castrovillari                                     | 3,163 | Innesto con la SS 105 presso Firmo - Innesto con la SS 105 presso Lungro | 1967-2002       | Calabria                     |
|             | Jonica                                               | 169,019 | 1° tronco: Reggio Calabria (fine centro abitato) - Melito Porto Salvo - Innesto con la SS 106 var/A presso località Amica | 1928-           | Calabria, Basilicata, Puglia |
| 138,735     | Jonica                                               | 2° tronco: Svincolo di Simeri Crichi con la SP 16 - Innesto con la SS 106 radd presso località Amica                                                                         | | 1928-           | Calabria, Basilicata, Puglia |
| 34,484      | Jonica                                               | 3° tronco: Innesto con la SS 534 presso Sibari (Bivio degli Stombi) - Innesto con la SS 106 var presso Monte Giordano                                                        | | 1928-           | Calabria, Basilicata, Puglia |
| 80,865      | Jonica                                               | 4° tronco: Innesto con la SS 106 var presso Monte Giordano - Nova Siri- Metaponto - Svincoli con la SS 7 e il Porto di Taranto                                               | | 1928-           | Calabria, Basilicata, Puglia |
|             | Variante di Montegiordano                            | 3,233 | Innesto con la SS 106 (km 403+400) - Innesto con la SS 106 (km 406+700) | 2011-           | Calabria                     |
|             | di Catanzaro Lido                                    | 17,020 | Svincolo di Squillace con la SS 106 - Svincolo di Borgia con la SP 172 - Svincolo di Simeri Crichi con la SP 16 | 2012-           | Calabria                     |
|             | Jonica                                               | 23,150 | Innesto con la viabilità comunale in contrada Canneti - Innesto con la SS 106 (km 118+850) presso Roccella Jonica | 2014-           | Calabria                     |
|             | Variante di Nova Siri                                | 4,535 | Innesto con la SS 106 (km 414+080) presso Nova Siri - Innesto con la SS 106 (km 418+615) presso Nova Siri | 2015-           | Calabria, Basilicata         |
|             | Jonica                                               | | | 2019-           | Calabria                     |
|             | Jonica                                               | 7,030 | Innesto con la SS 106 presso la stazione di Chiatona - Innesto con la SS 7 presso Palagiano | 1953-           | Puglia                       |
|             | Jonica                                               | 3,000 | Innesto con la SS 106 al km 246+900 - Porto di Crotone | 1965-2002       | Calabria                     |
|             | Jonica                                               | 29,760 | Innesto con la SS 106 presso località Amica - Innesto con la SS 106 presso lo scalo di Sibari | 1960-           | Calabria                     |
|             | Jonica                                               | 20,430 | Innesto con la SS 106 al bivio Favella - Innesto con la SS 19 presso Spezzano Albanese | 1947-2002       | Calabria                     |
|             | Jonica                                               | 1,879 | Innesto al RA 4 (km 5+615) presso svincolo Ravagnese - Svincolo su SS 721 Aeroporto Tito Miniti - Innesto con la SS 106 (km 6+910) nei pressi dello svincolo Saracinello | 1971-2002 2019- | Calabria                     |
|             | Silana Crotonese                                     | 134,650 | Innesto con la SS 18 presso Paola - Svincolo di San Fili - Svincolo con l'A3 presso Arcavacata - Svincolo di Cosenza - Svincolo di Spezzano della Sila - Svincolo di San Giovanni in Fiore - Svincolo di Rocca di Neto - Innesto con la SS 106 al bivio Passovecchio presso Crotone | 1928-           | Calabria                     |
|             | Silana Crotonese                                     | 1,120 | Innesto con la SS 18 presso Paola - Innesto con la SS 107 | 1960-1990       | Calabria                     |
|             | Fago del Soldato                                     | 0,860 | Innesto con la SS 107 al Bivio del Fago del Soldato - Innesto con la SP 257 | 2014-2016       | Calabria                     |
|             | di Redipiano                                         | 0,700 | Innesto con la SS 107 (km 53+050) - Innesto con la SC Santo Ianni | 2014-2016       | Calabria                     |
|             | Silana Crotonese                                     | 27,900 | Innesto con la SS 107 presso Ponte Neto - bivio Belvedere Spinello - bivio Rocca di Neto - Ponte Corazzo - Innesto con la SS 106 al bivio Passovecchio | 1960-1990       | Calabria                     |
|             | Silana Crotonese                                     | 40,395 | Innesto con la SS 107 presso il ponte sul fiume Neto - Tratto bivio Gazzani-bivio Manile in comune con la SS 109 - Scandale - Innesto con la SS 106 al bivio Passovecchio presso Crotone                                                                                            | 1990-2002       | Calabria                     |
|             | Silana di Cariati                                    | 53,229 | Innesto con la SS 18 a Campora San Giovanni - Aiello Calabro - Grimaldi - Innesto con la SS 19 a Piano del Lago | 1928-2002       | Calabria                     |
|             | Silana di Cariati                                    | 53,350 | Innesto con la SS 616 presso il Bivio di Coraci - Colosimi - Bocca di Piazza - Innesto con la SS 107 al Bivio Garga | 1928-           | Calabria                     |
|             | Silana di Cariati                                    | 76,423 | Innesto con la SS 107 allo svincolo di San Giovanni in Fiore - Savelli - Innesto con la SS 106 a Cariati | 1928-2002       | Calabria                     |
|             | della Piccola Sila                                   | 13,843 | Innesto con la SS 109 bis al Bivio Cafarda - Taverna - Innesto con la SS 179 dir a San Giovanni d'Albi | 1928-           | Calabria                     |
|             | della Piccola Sila                                   | 3,077 | Innesto con la SS 109 al bivio Cafarda - Innesto con la SS 109 bis a Madonna di Termini | 1962-2002       | Calabria                     |
|             | della Piccola Sila                                   | 19,485 | Bivio Madonna di Termine - Svincolo per Catanzaro presso il viadotto Fiumarella - Innesto con la SS 280 presso la galleria Sansinato | ?-              | Calabria                     |
|             | di Catanzaro                                         | 2,225 | Innesto con la SS 109 bis presso Catanzaro - Innesto su viale dei Tulipani ex SP 17 | 2011-           | Calabria                     |
|             | dell'Ospedale di Catanzaro                           | 0,724 | Innesto con la SS 109 bis - Innesto con la SC Viale Papa Pio X | 2014-           | Calabria                     |
|             | della Piccola Sila                                   | 12,300 | Innesto con la SS 109 al km 135+310 presso Bivio Sofome (Mesoraca) - Innesto con la SS 109 al km 167+640 presso Bivio Scalo San Mauro Marchesato | 1962-2002       | Calabria                     |
|             | di Monte Cucco e di Monte Pecoraro                   | 88,315 | Innesto con la SS 18 presso la stazione di Francavilla Angitola - San Nicola - tratto bivio per Chiaravalle-Serra San Bruno in comune con la SS 182 - Stilo - Innesto con la SS 106 a Monasterace Marina                                                                            | 1928-2002       | Calabria                     |
|             | di Monte Cucco e di Monte Pecoraro                   | 4,010 | Innesto con la SS 110 a Mangiatorella - Ferdinandea | 1928-2002       | Calabria                     |
|             | di Gioia Tauro e Locri già Gioia Tauro-Gerace Marina | 56,026 | Marina di Gioia Tauro - Taurianova - Cittanova - Innesto con la SS 106 a Locri | 1928-2002       | Calabria                     |
|             | di Gioia Tauro e Locri                               | 20,580 | Innesto con la SS 111 presso Taurianova - Innesto con la SS 112 presso Santa Cristina d'Aspromonte | 1953-2002       | Calabria                     |
|             | d'Aspromonte                                         | 95,823 | Innesto con la SS 18 presso Bagnara - Sinopoli - Delianuova - Platì - Innesto con la SS 106 a Bovalino Marina | 1928-2002       | Calabria                     |
|             | d'Aspromonte                                         | 10,682 | Innesto con la SS 106 presso Bovalino Marina - Innesto con la SS 112 presso Natile Nuovo | 1967-2002       | Calabria                     |
|             | d'Aspromonte                                         | 15,780 | Innesto con la SS 111 dir presso Bivio Villano - Innesto con la SS 112 a Cosoleto | 1967-2002       | Calabria                     |
|             | Settentrionale Sicula                                | 370,125 | Messina - Patti - Santo Stefano di Camastra - Cefalù - Termini Imerese - Palermo - Sferracavallo - Partinico - Alcamo - Calatafimi - Trapani | 1928-           | Sicilia                      |
|             | Settentrionale Sicula                                | 21,540 | Innesto con la SS 113 a Messina - Ganzirri - Mortelle - Innesto con la SS 113 (km 20+308) presso Villafranca Tirrena | 1960-           | Sicilia                      |
|             | Orientale Sicula                                     | 146,250 | Messina - Fiumefreddo - Catania - Svincolo con l'A18 di Canicattini Bagni | 1928-           | Sicilia                      |
|             | della Costa Saracena                                 | 7,400 | Innesto con la SS 114 presso Agnone Bagni - Innesto con la SS 194 presso Lentini | 2012-           | Sicilia                      |
|             | Sud Occidentale Sicula                               | 183,165 | Trapani (fine centro abitato) - Marsala - Castelvetrano - Sciacca - Svincolo Caos con la SS 640 | 1928-           | Sicilia                      |
| 218,830     | Sud Occidentale Sicula                               | Rotatoria Giunone con la SS 640 - Svincolo per Licata - Gela - Svincolo per Ragusa - Svincolo per Modica - Ispica - Noto - Innesto con la SS 124 a Siracusa                  | | 1928-           | Sicilia                      |
|             | Sud Occidentale Sicula                               | 7,500 | Innesto con la SS 115 in località Seggio presso Castelvetrano - Parco Archeologico di Selinunte | 1953-           | Sicilia                      |
|             | Raccordo di Mazara del Vallo                         | 2,392 | Innesto con la SS 115 (km 49+000) presso Mazara del Vallo - Lungomare di Mazara del Vallo (Via Fata Morgana) | 2014-           | Sicilia                      |
|             | di Porto Empedocle già Sud Occidentale Sicula        | 0,650 | Innesto con la SS 115 - Porto Empedocle | 1953-           | Sicilia                      |
|             | Sud Occidentale Sicula                               | 3,910 | Innesto con la SS 115 presso Villaseta - Agrigento | 1970-           | Sicilia                      |
|             | Randazzo-Capo d'Orlando                              | 67,160 | Innesto con la SS 120 a Randazzo - Floresta - Stazione di Capo d'Orlando | 1928-           | Sicilia                      |
|             | Centrale Sicula                                      | 70,156 | Innesto con la SS 113 presso Santo Stefano di Camastra - Mistretta - Nicosia - Innesto con la SS 121 al bivio per Leonforte | 1928-           | Sicilia                      |
|             | Centrale Sicula                                      | 91,830 | Innesto con la SS 121 al quadrivio Misericordia presso la stazione di Enna - Bivio Benesiti - Piazza Armerina - Innesto con la SS 115 a Gela | ?-              | Sicilia                      |
|             | di Nicosia                                           | 6,300 | Innesto con la SS 117 (km 44+140) - Innesto con la SS 120 (km 102+680) | 2012-           | Sicilia                      |
|             | Corleonese Agrigentina                               | 151,391 | Innesto con la SS 121 presso Bolognetta - Corleone - Bivona - Innesto con la SS 115 presso Agrigento | 1928-           | Sicilia                      |
|             | di Gibellina                                         | 52,750 | Alcamo - Gibellina - Innesto con la SS 115 a Castelvetrano | 1928-           | Sicilia                      |
|             | Asse del Belice                                      | 6,000 | Innesto con la SS 119 presso Cantoniera la Piana - Innesto con la SP Santa Ninfa-Partanna | 2012-           | Sicilia                      |
|             | dell'Etna e delle Madonie                            | 215,627 | Innesto con la SS 113 presso la stazione di Cerda - Caltavuturo - Petralia Sottana - Gangi - Nicosia - Randazzo - Innesto con la SS 114 a Fiumefreddo di Sicilia | 1928-           | Sicilia                      |
|             | di Tre Monzelli                                      | 1,600 | Innesto con la SS 120 presso Masseria Xireni - Innesto con l'A19 in località Tre Monzelli | 2012-           | Sicilia                      |
|             | Catanese                                             | 245,570 | Innesto con la SS 114 a Catania - Bivio per Enna - Marianopoli - Vallelunga - Innesto con la SS 113 ad Acqua dei Corsari presso Palermo | 1928-           | Sicilia                      |
|             | Agrigentina                                          | 87,891 | Innesto con la SS 118 presso Agrigento - Canicattì - Caltanissetta - Innesto con la SS 117 al Bivio Benesiti | 1928-           | Sicilia                      |
|             | Agrigentina                                          | 9,900 | Innesto con la SS 640 in contrada Abbazia Santuzza presso Xirbi - Innesto con la SS 121 a Barriera Noce presso Santa Caterina | 1928-           | Sicilia                      |
|             | Tangenziale Est di Canicattì                         | 5,200 | Innesto con la SP 122 a Nord di Canicattì - Innesto con la SS 123 a Sud di Canicattì | 2012-           | Sicilia                      |
|             | di Licata                                            | 35,030 | Innesto con la SS 122 a Canicattì - Campobello - Innesto con la SS 115 a Licata | 1928-           | Sicilia                      |
|             | Siracusana                                           | 119,690 | Innesto con la SS 117 bis al bivio Gigliotto - Siracusa | 1928-           | Sicilia                      |
|             | Orientale Sarda                                      | 19,130 | 1° tronco: Innesto con la SS 125 var presso casa cantoniera San Giorgio - Tertenia | 1928-           | Sardegna                     |
| 222,440     | Orientale Sarda                                      | 2° tronco: Innesto con la SS 125 var (km 102+420) presso S'Abba e sa Murta - Tortolì - Dorgali - Orosei - Siniscola - Olbia - Arzachena - Innesto con la SS 133 presso Palau | | 1928-           | Sardegna                     |
|             | Orientale Sarda                                      | 64,530 | 1° tronco: Svincolo di San Lianu con la SS 554 presso Quartu Sant'Elena - Innesto con la SS 125 (km 86+794) a San Giorgio | 2011-           | Sardegna                     |
| 19,655      | Orientale Sarda                                      | 2° tronco: Innesto con la SS 125 presso Tertenia - Innesto con la SS 125 (km 132+380) in località presso S'Abba e sa Murta                                                   | | 2011-           | Sardegna                     |
|             | Orientale Sarda                                      | 4,544 | Innesto con la SS 125 a Tortolì - Porto di Arbatax | 1951-           | Sardegna                     |
|             | Sud Occidentale Sarda                                | | Porto Botte - Iglesias - Oristano - Macomer - Cantoniera Cabu Abbas - Ittiri - Cantoniera Scalacavalli - Alghero - Porto Conte | 1928-1936       | Sardegna                     |
|             | Sud Occidentale Sarda                                | 118,145 | Porto Sant'Antioco - Innesto con la SS 131 presso la cantoniera Marrubiu | 1936-           | Sardegna                     |
|             | Occidentale Sarda                                    | | Alghero - Porto Conte | 1928-1932       | Sardegna                     |
|             | Sud Occidentale Sarda                                | 8,745 | Sant'Antioco (fine centro abitato) - Calasetta | 1936-           | Sardegna                     |
|             | Occidentale Sarda                                    | | Cantoniera Cabu Abbas - Bivio per Mores | 1932-1936       | Sardegna                     |
|             | Occidentale Sarda                                    | | Cantoniera Scalacavalli - Sassari | 1932-1936       | Sardegna                     |
|             | Settentrionale Sarda                                 | 50,330 | Innesto con la Tangenziale Ovest di Olbia - Tempio Pausania Innesto con la SS 672 presso Bortigiadas | 1928-           | Sardegna                     |
| 73,938      | Settentrionale Sarda                                 | Innesto con la SS 672 presso San Rocco - Laerru - Martis - Osilo - Innesto con la SS 131 (km 204+806)                                                                        | | 1928-           | Sardegna                     |
|             | Settentrionale Sarda                                 | 45,469 | Innesto con la ex SS 131 presso Sassari - Cantoniera Scala Cavalli - Alghero - Porto Conte | 1936-           | Sardegna                     |
|             | Centrale Sarda                                       | 164,494 | Innesto con la SS 131 presso Monastir - Laconi - Sorgono - Gavoi - Oniferi - Innesto con la SS 129 presso la cantoniera di Oniferi | 1928-           | Sardegna                     |
|             | Centrale Sarda                                       | 86,500 | Innesto con la SS 129 presso la cantoniera Tirso - Pattada - Ozieri - Mores - Innesto con la SS 131 presso Bonnanaro | 1936-           | Sardegna                     |
|             | Trasversale Sarda                                    | 92,430 | Marina di Orosei - Orosei - Galtellì - Nuoro - Silanus - Innesto con la SS 131 presso Macomer | 1928-           | Sardegna                     |
|             | Trasversale Sarda                                    | 31,005 | Innesto con la SS 131 al km 149+700 - Sindia - Porto di Bosa | 1936-           | Sardegna                     |
|             | Iglesiente                                           | 52,830 | Innesto con la SS 195 racc (km 4+827) - Decimomannu - Innesto con la SS 126 a Iglesias | 1928-           | Sardegna                     |
|             | Iglesiente                                           | 10,378 | Innesto con la SS 130 a Decimomannu - San Sperate - Innesto con la SS 131 presso Monastir | 1960-           | Sardegna                     |
|             | Carlo Felice già Arborense                           | 224,343 | Cagliari - Monastir - Variante di Sanluri - variante di Oristano - variante di Macomer - variante di Torralba - variante di Sassari - Innesto con la SP 34 presso Porto Torres | 1928-           | Sardegna                     |
|             | Carlo Felice                                         | 37,018 | Innesto con la SS 131 al km 173+357 - Thiesi - Ittiri - Innesto con la SS 127 bis presso la cantoniera Scala Cavalli | 1928-           | Sardegna                     |
|             | Carlo Felice                                         | 3,515 | Cagliari (fine centro abitato) - Innesto con la SS 387 (km 1+900) a Cagliari | 1966-           | Sardegna                     |
|             | Diramazione Centrale Nuorese                         | 144,000 | Innesto con la SS 131 presso Abbasanta - bivio per Nuoro in località Prato Sardo - Ponte Marreri - Svincolo di Siniscola - Innesto con la SS 597 presso Olbia | 1972-           | Sardegna                     |
|             | Raccordo di Nuoro                                    | 1,900 | Innesto con la SS 131 DCN al km 50+100 - Nuoro | 2018-           | Sardegna                     |
|             | di Ozieri                                            | 36,596 | Ozieri (fine centro abitato) - Innesto con la SS 127 presso Martis | 1928-           | Sardegna                     |
|             | di Palau già di Santa Teresa di Gallura e di Palau   | 47,343 | Tempio Pausania (fine centro abitato) - Ponte Liscia - Marina di Palau | 1928-           | Sardegna                     |
|             | di Palau                                             | 17,434 | Innesto con la SS 133 a Ponte Liscia - Santa Teresa Gallura | 1928-           | Sardegna                     |
|             | di Castel Sardo                                      | 24,908 | Innesto con la SS 127 presso Laerru - Castelsardo | 1928-           | Sardegna                     |
|             | Litoranea Zaratina                                   | | Confine di stato sud con la Jugoslavia presso Sant'Elena - Bivio San Giovanni - Confine di stato nord-ovest con la Jugoslavia verso Cosino | 1928-1942       | Dalmazia                     |
|             | della Dalmazia                                       | | Porto di Zara - Zemonico - Bencovazzo - Scardona - Sebenico - Urpolje - Traù - Spalato - Stobrec Diramazione: Bencovazzo - Bivio Karin Diramazione: Bivio Gulin - Confine di stato con lo Croazia Diramazione: Salona - Confine di Stato verso Kliss con la Croazia                 | 1942-1947       | Dalmazia                     |
|             | Mediana Zaratina                                     | | Porto di Zara - Bivio San Giovanni - Casali di Mussap - Confine nord-est con la Jugoslavia verso Murvizza | 1928-1942       | Dalmazia                     |
|             | del Mare di Karin                                    | | Zemonico - Bivio Karin - Confine di Stato con la Croazia | 1942-1943       | Dalmazia                     |
|             | Orientale Zaratina                                   | | Porto di Zara - Bivio san Giovanni - Confine di stato verso Zemonico, con tratto in condominio con la Jugoslavia lungo il confine sud | 1928-1942       | Dalmazia                     |
|             | della Val Kerca                                      | | Bribir - Kistanje - Confine di Stato con la Croazia | 1942-1943       | Dalmazia                     |
|             | delle Bocche di Cattaro                              | | Confine di Stato nord con la Croazia - Gruda - Castelnuovo - Cattaro - Bivio Trinità - Confine di Stato sud verso Budua con il Montenegro | 1942-1943       | Dalmazia                     |
|             | del Löwcen                                           | | Bivio Trinità - Confine di Stato con il Montenegro | 1942-1943       | Dalmazia                     |
|             | del Lago Albano                                      | 3,467 | Innesto con la SS 7 presso Frattocchie - Castel Gandolfo (Porta Romana) | 1949-2002       | Lazio                        |
|             | del Lago Albano                                      | 2,860 | Strada raccordante la SS 140 (km 0+700) con la strada circumlacuale del lago omonimo | 1959-2002       | Lazio                        |
|             | Strada Cadorna                                       | 55,427 | Innesto con la SS 47 presso Bassano del Grappa - Romano Alto - Ossario del Monte Grappa - Innesto con la SS 50 presso Arten | 1949-2001       | Veneto                       |
|             | Strada Cadorna                                       | 3,435 | Innseto con la SS 141 al km 26+540 - Monumento Ossario del Monte Grappa | ?-2001          | Veneto                       |
|             | Biellese                                             | 54,103 | Biella - Tratto a Romagnano Sesia in comune con la SS 299 - Innesto con la SS 33 in Arona | 1951-2001       | Piemonte                     |
|             | Vercellese                                           | 32,135 | Innesto con la SS 11 presso San Germano Vercellese - Cavaglià - Biella | 1951-2001       | Piemonte                     |
|             | di Oropa                                             | 11,355 | Biella - Santuario di Oropa | 1951-2001       | Piemonte                     |
|             | Sorrentina                                           | 9,327 | 1° tronco: Ponte sul fiume Sarno presso l'area di svincolo dell'A2 di Castellammare di Stabia - Innesto con la SS 145 var presso Galleria di Santa Maria di Pozzano | 1951-           | Campania                     |
| 26,740      | Sorrentina                                           | 2° tronco: Innesto con la SS 145 var (km 5+100) - Meta - Sorrento - Sant'Agata - Innesto con la SS 163 presso Colli di Fontanelle                                            | | 1951-           | Campania                     |
|             | Galleria Santa Maria di Pozzano                      | 5,100 | Innesto con la SS 145 al km 10+700 - Innesto con la SS 145 al km 17+700 | 2015-           | Campania                     |
|             | Sorrentina                                           | 4,770 | Casello di Castellammare di Stabia dell'A3 presso Pompei - Innesto con la SS 145 presso Castellammare di Stabia | ?-2001          | Campania                     |
|             | di Chianciano                                        | 47,097 | Innesto con la SS 71 presso la stazione di Chiusi - Innesto con la SS 2 a San Quirico d'Orcia | 1950-2001 2018- | Umbria, Toscana              |
|             | di Assisi                                            | 17,314 | Innesto con la SS 75 presso Ospedalicchio - Bastia - Assisi - Innesto con la SS 75 in località Passaggio d'Assisi | 1951-2001       | Umbria                       |
|             | di Assisi                                            | 3,583 | Innesto con la SS 147 ad Assisi - Innesto con la SS 75 a Santa Maria degli Angeli (Assisi) | 1965-2001       | Umbria                       |
|             | Pontina già Latina                                   | 99,200 | Incrocio con Viale Oceano Atlantico - Innesto con la SS 7 presso Terracina | 1950-2002 2019- | Lazio                        |
|             | di Montecassino                                      | 8,738 | Innesto con la SS 6 a Cassino - Ingresso Pax dell'Abbazia di Montecassino | 1952-2002       | Lazio                        |
|             | della Valle del Vomano                               | 37,470 | Innesto con la SS 16 presso Roseto degli Abruzzi - Innesto con la SS 80 a Montorio al Vomano | 1953-2001 2004- | Abruzzo                      |
|             | della Valle del Tavo                                 | 18,904 | Innesto con la SS 81 presso Penne - Innesto con la SS 16 bis a Cappelle sul Tavo | 1953-2001 2018- | Abruzzo                      |
|             | Teatina                                              | 13,425 | Innesto con la SS 81 presso Chieti - Innesto con la SS 16 presso Francavilla al Mare | 1953-1987       | Abruzzo                      |
|             | della Valle del Tirino                               | 23,800 | Innesto con la SS 5 presso Bussi Officine - Bivio per Ofena - Innesto con la SS 17 presso Navelli | 1953-           | Abruzzo                      |
|             | della Valle del Sangro                               | 22,370 | Innesto con la SS 84 presso Selva di Altino - Innesto con la SS 16 presso Torino di Sangro Marina | 1953-1989       | Abruzzo                      |
|             | di Fiuggi                                            | 0,950 | Frosinone (fine consegna al comune) - Innesto con la SS 214 a Frosinone | 1953-2002 2019- | Lazio                        |
|             | di Fiuggi                                            | 18,500 | Stazione di Anagni dell'A1 - Innesto con la SS 155 | 1970-2002       | Lazio                        |
|             | dei Monti Lepini                                     | 46,400 | Frosinone - Latina | 1953-2002 2019- | Lazio                        |
|             | dei Monti Lepini                                     | 5,320 | Innesto con la SS 156 - Ceccano | 1970-2002       | Lazio                        |
|             | della Valle del Biferno                              | 69,987 | Innesto con la SS 647 (km 37+800) svincolo di Lucito - Innesto con la SS 16 (km 531+880) presso Marina di Petacciato | 1953-2001 2019- | Molise                       |
|             | della Valle del Volturno                             | 40,550 | Innesto con la SS 83 ad Alfedena - Innesto con la SS 85 presso Taverna Ravindola | 1953-           | Abruzzo, Molise              |
|             | della Valle del Volturno                             | 48,432 | Innesto con la SS 158 al quadrivio della Pioppetta presso Alife - Piedimonte Matese - Passo del Prete Morto - Innesto con la SS 17 al quadrivio di Guardiaregia | 1953-2001       | Campania, Molise             |
|             | delle Saline                                         | 44,744 | Innesto con la SS 89 in località Masseria Pariti presso Manfredonia - Margherita di Savoia - Innesto con la SS 16 presso il ponte sul fiume Ofanto | 1953-2001       | Puglia                       |
|             | di Lucera                                            | 50,000 | Innesto con la SS 16 presso San Severo - Lucera - Innesto con la SS 90 a Giardinetto | 1953-2001       | Puglia                       |
|             | di Ortanova                                          | 37,100 | Innesto con la SS 90 presso la stazione di Bovino - Innesto con la SS 16 presso la stazione di Ortanova | 1953-2001       | Puglia                       |
|             | della Valle Caudina                                  | 45,260 | Innesto con la SS 7 quater presso il Lago di Patria - Frattamaggiore - Gaudello - Innesto con la SS 7 presso Arienzo | 1953-2001       | Campania                     |
|             | del Centro Direzionale                               | 16,200 | Innesto bretella di collegamento con l'A56 (Poggioreale) - Innesto con la ex SS 162 in località Acerra | ?-2001 2019-    | Campania                     |
|             | del Nucleo Industriale di Pomigliano d'Arco          | 2,826 | Innesto con la SS 162 in località Acerra - Pomigliano d'Arco | ?-2001          | Campania                     |
|             | Amalfitana                                           | 50,365 | Innesto con la SS 145 a Meta di Sorrento - Positano - Amalfi - Innesto con la ex SS 18 a Vietri sul Mare (svincolo A2) | 1953-2001       | Campania                     |
|             | delle Croci di Acerno                                | 76,140 | Innesto con la SS 18 presso Bellizzi - Montecorvino Rovella - Acerno - Montella - Innesto con la SS 7 al ponte Romito sul Calore - Paternopoli - Innesto con la SS 303 nei pressi di Mirabella Eclano                                                                               | 1953-2001       | Campania                     |
|             | di Mater Domini                                      | 14,835 | Innesto con la SS 7 presso Teora - Bivio per Santuario Mater Domini - Innesto con la SS 91 presso il ponte sul Sele | 1953-2001       | Campania                     |
|             | degli Alburni                                        | 67,250 | Innesto con la SS 18 presso la stazione di Capaccio - Roccadaspide - Bellosguardo - San Rufo - Innesto con la SS 19 al bivio per Atena Lucana | 1953-2001 2004- | Campania                     |
|             | dei Laghi di Monticchio                              | 15,850 | Innesto con la SS 93 presso Rionero - Laghi di Monticchio - Bivio di Monticchio Bagni | 1953-2001       | Basilicata                   |
|             | di Venosa                                            | 45,432 | Innesto con la SS 93 presso la stazione di Rapolla - Venosa - Palazzo San Gervasio - Bivio Casello del Pino - Bivio Lago Lacreta - Innesto con la SS 97 presso Masseria Epitaffio                                                                                                   | 1953-2001       | Basilicata, Puglia           |
|             | di Venosa                                            | 1,901 | Innesto con la SS 168 al bivio Lago Lacreta - Innesto con la SS 97 a Spinazzola | 1953-2001       | Puglia                       |
|             | di Genzano                                           | 28,890 | Innesto con la SS 658 presso il quadrivio San Nicola - Innesto con la SS 96 bis presso Oppido Lucano | 1953-           | Basilicata                   |
|             | di Genzano                                           | 24,900 | Innesto con la SS 169 presso Spinazzola - Innesto con la SS 96 bis presso la fermata Basentello | 1991-?          | Puglia                       |
|             | di Castel del Monte                                  | 38,924 | Innesto con la SS 97 a Minervino Murge - Bivio per Castel del Monte - Innesto con la SS 98 presso Ruvo di Puglia | 1953-2001       | Puglia                       |
|             | di Castel del Monte                                  | 26,964 | Chiesa di Santa Maria del Monte (Castel del Monte) - Andria - Innesto con la SS 16 a Barletta | 1953-           | Puglia                       |
|             | di Castel del Monte                                  | align=center 0,500 | Innesto con la SS 170 dir/A al bivio per Castel del Monte - Castel del Monte | 1953-2001       | Puglia                       |
|             | di Santeramo                                         | 32,973 | Innesto con la SS 96 ad Altamura - Santeramo in Colle - Innesto con la SS 100 a Gioia del Colle | 1953-2001       | Puglia                       |
|             | dei Trulli                                           | 73,288 | Innesto con la SS 100 presso Casamassima - Putignano - Alberobello - Locorotondo - Martina Franca - Svincolo con la SS 7 presso il Macello Comunale di Taranto | 1953-           | Puglia                       |
|             | dei Trulli (o "Raddoppio di Orimini")                | 3,468 | Innesti con la SS 172 ai km 56+500 e 59+968 presso Masseria Orimini | -2001           | Puglia                       |
|             | dei Trulli                                           | 12,000 | Innesto con la SS 172 a Locorotondo - Innesto con la SS 16 a Fasano | 1953-           | Puglia                       |
|             | delle Terme Salentine                                | 49,962 | Innesto con la SS 16 in Otranto - Uggiano - Porto di Badisco - Santa Cesarea Terme - Castro - Porto di Tricase - Innesto con la SS 275 presso Santa Maria di Leuca | 1953-2001       | Puglia                       |
|             | Salentina di Manduria                                | 47,400 | Innesto con la SS 7 ter a Manduria - Nardò - Innesto con la SS 101 a Galatone | 1953-2001       | Puglia                       |
|             | della Valle del Bradano                              | 49,750 | Innesto con la SS 99 e la SS 7 a Matera - Stazione di Metaponto | 1953-2001       | Basilicata                   |
|             | della Valle del Basento                              | 9,600 | Scalo di Pisticci - Innesto con la SS 103 presso la stazione di Craco | 1953-2001       | Basilicata                   |
|             | Silana di Rossano                                    | 42,650 | 1° tronco: Innesto con la SS 107 a Camigliatello - Innesto con la NSA 563 - Innesto con la SS 531 presso Cropalati | 1953-           | Calabria                     |
| 8,235       | Silana di Rossano                                    | 2° tronco: Innesto con la NSA 563 - Innesto con la SS 531 presso Cropalati                                                                                                   | | 1953-           | Calabria                     |
|             | del Lago Arvo                                        | 29,700 | Innesto con la SS 19 presso Donnici - Aprigliano - Innesto con la SS 108 bis presso il Lago Arvo | 1953-2002       | Calabria                     |
|             | del Lago Ampollino                                   | 5,790 | Innesto con la SS 108 bis presso Bocca di Piazza - Innesto con la SS 179 dir presso il bivio di Spineto | 1953-           | Calabria                     |
|             | del Lago Ampollino                                   | 27,460 | Innesto con la SS 179 presso il bivio di Spineto - Bivio Semaforo | 1953-           | Calabria                     |
|             | di Cropani                                           | 18,000 | Innesto con la SS 109 a Sersale - Cropani - Innesto con la SS 106 presso la stazione di Cropani | 1953-2002       | Calabria                     |
|             | di Maida e Squillace                                 | 44,400 | Innesto con la SS 19 dir presso la cantoniera di Maida - Maida - Squillace - Stazione di Squillace | 1953-2002       | Calabria                     |
|             | delle Serre Calabre                                  | 5,318 | 1° tronco: Porto di Vibo Valentia - Innesto con la SS 18 presso il bivio stazioni di Vibo-Pizzo | 1953-           | Calabria                     |
| 37,859      | delle Serre Calabre                                  | 2° tronco: Innesto con viabilità locale di Vibo Valentia - Nuovo svincolo A2 - Soriano Calabro - Innesto con la SS 713 dir presso Croce Ferrata                              | | 1953-           | Calabria                     |
| 31,340      | delle Serre Calabre                                  | 3° tronco: Innesto con la ex SS 110 (km 60+100) - Montecucco - Innesto con la SS 106 al bivio di Satriano                                                                    | | 1953-           | Calabria                     |
|             | Aspromonte-Jonio                                     | 69,200 | Innesto con la SS 112 presso Delianuova - Le Gambarie - Bagaladi - Innesto con la SS 106 a Melito di Porto Salvo | 1953-2002       | Calabria                     |
|             | delle Gambarie                                       | 31,833 | Innesto con la SS 18 presso Gallico Marina - Laganadi - Santo Stefano in Aspromonte - Innesto con la SS 183 a Le Gambarie | 1953-2002       | Calabria                     |
|             | di Sella Mandrazzi                                   | 68,550 | Innesto con la SS 113 al bivio Salicà - Mazzarrà - Sella Mandrazzi - Francavilla di Sicilia - Innesto con la SS 114 a sud di Taormina | 1953-           | Sicilia                      |
|             | di Monreale                                          | 24,700 | Palermo - Innesto con la SS 113 a Partinico | 1953-           | Sicilia                      |
|             | di Castellammare del Golfo                           | 59,064 | Erice - San Marco - Castellammare del Golfo - Balestrate - Trappeto - Innesto con la SS 113 in località San Cataldo | 1953-           | Sicilia                      |
|             | Centro Occidentale Sicula                            | 135,050 | 1° tronco: Marsala - Salemi - Partanna - Portella Misilbesi - Sambuca di Sicilia - Chiusa Sclafani - Palazzo Adriano - Innesto con la SS 118 al bivio Centovernari | 1953-           | Sicilia                      |
| 18,000      | Centro Occidentale Sicula                            | 2° tronco: Innesto con la SS 118 al bivio Filaga - Lercara Friddi - Innesto con la SS 189 al km 4+300                                                                        | | 1953-           | Sicilia                      |
|             | Centro Occidentale Sicula                            | 10,587 | Innesto con la SS 188 a Salemi - Innesto con la SS 113 al bivio Gelferraro presso Calatafimi | 1953-           | Sicilia                      |
|             | Centro Occidentale Sicula                            | 22,007 | Innesto con la SS 188 a Portella Misilbesi - Innesto con la SS 115 a Sciacca | 1953-1989       | Sicilia                      |
|             | Centro Occidentale Sicula                            | 22,250 | Innesto con la SS 188 in località Tortorici - Bisacquino - Campofiorito - Innesto con la SS 118 al bivio Belvedere presso Corleone | 1953-           | Sicilia                      |
|             | della Valle del Platani                              | 65,780 | Innesto con la SS 121 presso il bivio Manganaro - Bivio Lercara Friddi - Bivio per Cammarata - Agrigento | 1953-           | Sicilia                      |
|             | delle Solfare                                        | 65,485 | Canicattì - Sommatino - Riesi - Bivio per Mazzarino - Innesto con la SS 117 bis al ponte Olivo | 1953-           | Sicilia                      |
|             | di Pietraperzia                                      | 31,280 | Innesto con la SS 640 presso Caltanissetta in Contrada Savarino - Pietraperzia - Barrafranca - Mazzarino - Innesto con la SS 190 al bivio di Vigne Vanasco per Riesi | 1953-           | Sicilia                      |
|             | della Valle del Dittaino                             | 84,550 | Innesto con la SS 117 bis presso Enna - Calderari - Stazione di Mulinello - Stazione di Dittaino - Stazione di Raddusa - Stazione di Gerbini - Stazione di Motta - Innesto con la SS 114 al bivio Zia Lisa presso Catania                                                           | 1953-           | Sicilia                      |
|             | di Augusta                                           | 5,250 | Innesto con la SS 114 in località Masseria Mendola - Augusta (rione Fontana) | 1953-           | Sicilia                      |
|             | Ragusana                                             | 96,550 | 1° tronco: Innesto con la SS 114 a Primosole - Lentini - Francofonte - Vizzini - Monterosso Almo - Giarratana - Ragusa - Innesto con la SS 115 presso Modica | 1953-           | Sicilia                      |
| 16,000      | Ragusana                                             | 2° tronco: Innesto con la SS 115 presso Modica - Innesto presso Pozzallo con la SP 66 per Pachino                                                                            | | 1953-           | Sicilia                      |
|             | Sulcitana                                            | 97,953 | Innesto con la SS 195 racc presso Cagliari - Pula - Teulada - Giba - Innesto con la SS 126 a San Giovanni Suergiu | 1953-           | Sardegna                     |
|             | Via San Paolo                                        | 4,827 | Innesto con la SS 195 presso Cagliari - Innesto con la SS 130 (km 3+370) presso Elmas | ?-              | Sardegna                     |
|             | di Villacidro                                        | 42,596 | Decimomannu (fine centro abitato) - Gonnosfanadiga - Guspini (inizio centro abitato) | 1953-           | Sardegna                     |
|             | di Villacidro                                        | 12,446 | Innesto con la ex SS 196 a Villasor - Innesto con la ex SS 293 presso Samassi | 1960-           | Sardegna                     |
|             | di San Gavino e del Flumini                          | 21,615 | 1° tronco: Innesto con la SS 126 a Guspini - San Gavino Monreale - Innesto con la SS 131 presso Sanluri | 1953-           | Sardegna                     |
| 35,301      | di San Gavino e del Flumini                          | 2° tronco: Innesto con la SS 293 (km 0+000 cavalcavia SS 131) - Villamar - Barumini - Nuragus - Innesto con la SS 128 presso Nurallao                                        | | 1953-           | Sardegna                     |
|             | di Seui e Lanusei                                    | 110,345 | Innesto con la SS 128 presso la cantoniera Serri - Seui - Ussassai - Lanusei - Innesto con la SS 125 a Tortolì | 1953-           | Sardegna                     |
|             | di Monti                                             | 16,700 | Innesto con la SS 132 presso Ozieri - Oschiri | 1953-           | Sardegna                     |